# Station Pejrup
Station Pejrup is een voormalig spoorwegstation in Pejrup, Denemarken. Het station lag aan de spoorlijn Ringe - Faaborg die in 1882 was aangelegd door de Sydfyenske Jernbaner (SFJ).
Station Pejrup werd geopend op 1 april 1882. Het stationsgebouw was ontworpen door N.P.C. Holsøe. Naast het stationsgebouw stond een toiletgebouwtje.
Het reizigersverkeer tussen Ringe en Faaborg werd op 27 mei 1962 beëindigd, waarmee voor Pejre ook een eind aan het spoorvervoer kwam. In 1989 werd de spoorlijn overgenomen door de museumspoorlijn Syd Fyenske Veteranjernbane en Pejrup werd een stopplaats voor de museumtreinen. Het museum heeft in Pejrup de beschikking over een zijspoor en een wagonloods.
Het stationsgebouw is bewaard gebleven en heeft vanaf 2002 dienst gedaan als opvanghuis voor jongeren. In 2014 is het station omgebouwd tot slaapaccommodatie voor toeristen. 